# Hidrosilato de almidón hidrogenado
La denominación Hidrosilato de almidón hidrogenado (o abreviado como HSH del inglés: Hydrogenated starch hydrosylate y en algunas ocasiones como sirope de sorbitol) es una mezcla de diversos azúcares alcoholes empleados como edulcorantes. Se elabora por la hidrolisis parcial del almidón (procedente en su mayor parte del maíz). La denominación de hidrosilato de almidón hidrogenado se emplea hoy en día a las substancias que poseen más dextrinas hidrogenadas que sorbitol o maltitol. 

## Denominaciones
Cuando se emplea en la etiqueta de los alimentos la denominación HSH no se indica la proporción y el polialcohol predominante. En alguno casos cuando el porcentaje de sorbitol supera el 50% se le denomina sirope de sorbitol, de la misma forma si el educlorante empleado es el maltitol:sirope de maltitol.

## Características
El HSH puede ser entre un 20% hasta un 50% dulce que la sucrosa y esta característica dependerá de la composición de polialcoholes. Por ejemplo un HSH que contenga más maltitol puede llegar a ser más dulce que otro que contenga más sorbitol. En la industria alimentaria se emplea tanto como edulcorante como humectante. A veces se emplea como un "transportador" de colores, enzimas, etc.